# NGC 4256
NGC 4256 est une vaste galaxie spirale vue par la tranche et située dans la constellation du Dragon. NGC 4256 a été découverte par l'astronome germano-britannique William Herschel en 1790.

## Caractéristiques
La classe de luminosité de NGC 4256 est II et elle présente une large raie HI.

### Distance
Sa vitesse par rapport au fond diffus cosmologique est de 2 592 ± 15 km/s, ce qui correspond à une distance de Hubble de 38,2 ± 2,7 Mpc (∼125 millions d'al).
À ce jour, trois mesures non basées sur le décalage vers le rouge (redshift) donnent une distance de 38,367 ± 2,290 Mpc (∼125 millions d'al), ce qui est à l'intérieur des valeurs de la distance de Hubble.

## Groupe de NGC 4256
NGC 4256 est la galaxie la plus vaste et la plus brillante d'un groupe de galaxies qui porte son nom. Selon A.M. Garcia, le groupe de NGC 4256 compte au moins 7 membres. Les autres galaxies du groupe sont NGC 4108, NGC 4210, NGC 4221, NGC 4332, NGC 4513 et NGC 4108B (PGC 38461).